# Gakusen Toshi Asterisk
Gakusen Toshi Asterisk (学戦都市アスタリスク, Gakusen Toshi Asutarisuku), é uma série de light novel escrita por Yū Miyazaki e ilustrada por Okiura. É publicada pela editora Media Factory desde setembro de 2012, e impressa através da MF Bunko J.  Uma adaptação em manga com ilustrações de Ningen começou a ser publicada na revista Monthly Comic Alive da Media Factory em janeiro de 2013, e foi coletada em cinco volumes tankōbon. Uma adaptação para animé de vinte e quatro episódios em formato split-cour foi anunciada pela A-1 Pictures no dia 3 de abril de 2015. A primeira temporada do animé foi exibida entre 3 de outubro e 19 de dezembro de 2015 e foi licenciado pela Aniplex na América do Norte. A segunda temporada começou a ser transmitida no dia 2 de abril de 2016. No Brasil, o animé foi transmitido simultaneamente pela Crunchyroll.

## Enredo
O antigo século, pela catástrofe da miríade sem precedentes do meteorito que caiu "Chuva Nakseongdae" mudou completamente o mundo. A existencia nacional diminuiu, bens empresariais integrados, empresas associadas foram formadas pela fusão. É também ao nascimento da classe rookie "Geração Estrela" com uma capacidade física enorme que também resultou em novas possibilidades. O vencedor da batalha de enterterimento que começa a satisfazer um desejo "Festa Phoenix". Há meninos e meninas visando a "Cidade Acadêmica".
Amagiri Ayato foi convidado como um estudante de honra da Seidokan Academy por Claudia. "Festa Pheonix" não era necessariamente o interesse dele, ele decidiu mudar, a fim de encontrar oque precisa ser feito da sua própria vida. Ele conhece uma estudante chamada Julis-Alexia von Riessfelt, ela quer vencer a "Festa Phoenix", a fim de salvar seus amigos de seus país que sofre com a pressão da pobreza e produtos integrados. Ayato sentiu a mesma coisa em relação a sua irmã que desapareceu a 5 anos, e está decidido a vencer a "Festa Phoenix".

## Personagens
Ayato Amagiri (天霧 綾斗, Amagiri Ayato)
Voz de: Atsushi Tamaru
O principal protagonista da série que usa o Shinmei Estilo Amagiri. Ele se transfere para Seidokan Academy para investigar o desaparecimento de sua irmã e descobrir o que ele quer fazer (mais tarde ele diz que vai proteger Julis). Em seu primeiro dia, ele é desafiado para um duelo por Julis por causa dos eventos embaraçosos que ocorreu entre eles. Durante o duelo, um agressor desconhecido atira uma flecha em Julis, mas ela é salva por Ayato. Antes que eles possam continuar, o duelo é interrompido por Claudia, a presidente do conselho estudantil. Ayato também revê sua amiga de infância, Saya, a quem não via há cinco anos. Enquanto Julis está mostrando para Ayato e Saya a cidade no dia seguinte, como agradecimento por ele ter a salvado durante o duelo, Saya afirma que Ayato é um adversário poderoso, cujo adversário não vive para contar o conto, Julis não acredita. Mas com o tempo ela percebe que Ayato é realmente muito forte. Ayato muitas vezes encontra-se em momentos embaraçosos ocasionais com Julia, Saya, Kirin e até mesmo Claudia, todas disputam a atenção do Ayato.
Julis-Alexia van Riessfeld (ユリス＝アレクシア・フォン・リースフェルト, Yurisu-Arekushia Fon Rīsuferuto)
Voz de: Ai Kakuma
Rank 5 da Seidokan Academy e também conhecida como "Glühende Rose", ela é a Primeira Princesa do Lieseltania. Seu nome completo é Julis-Alexia Marie Florentia Renate von Riessfeld. Ela empunha uma lux do tipo Rapier chamada Aspera Spina que ela usa durante o torneio Phoenix e carrega a imagem de uma flor para ela poder obter o controle sobre as chamas. No entanto, devido a eventos inesperados durante a Festa Phoenix, Julis começa a usar um novo rapier, Nova Spina. Ela aquece Ayato, ao contrário dos outros estudantes com quem ela disputa. Ela começa a gostar de Ayato e muitas vezes discuti com Saya e Kirin e até mesmo Claudia por causa de sua atenção. Após seu duelo, Julis e Ayato decide formar dupla para o torneio Phoenix com Julis agindo como o estrategista para a sua equipe, enquanto Ayato o principal atacante.
Saya Sasamiya (沙々宮 紗夜, Sasamiya Saya)
Voz de: Shiori Izawa
Filha de Soichi e Kaya Sasamiya, Saya é amiga de infância de Ayato. Ela mudou-se para o exterior há seis anos devido à carreira de seu pai. Ela parece ser uma completa cabeça de vento que tem dificuldade para acordar de manhã e é direcionalmente-desafiado. Ela usa uma geração 38 Lux lançador de granadas Helnekrom mas depois muda para um tipo 41 Gleaming Form - armas de partículas individuais Wadenholt e Tipo 34 onda Movimento artilharia pesada Arca Van Ders para o Phoenix. Como Kirin, ela entrou na festa Phoenix por causa de seu pai.
Claudia Enfield (クローディア・エンフィールド, Kurōdia Enfīrudo)
Voz de: Nao Tōyama
Rank 2º da Seidokan Academy e a presidente do conselho estudantil, ela recomendou a transferência de Ayato para a academia. Ela já ocupou o cargo de presidente desde o ensino médio e quer ganhar dos Gryps, a fim de fazer seu desejo se tornar realidade. Ela usa pan-dora, uma lux que lhe permite ver o futuro durante os duelos. Claudia é também um dos personagens femininos que tentaa ganhar afeto, embora ela é mais aberta em mostrar seus sentimentos sobre Ayato e gosta de seduzi-lo às vezes (toda hora).
Kirin Tōdō (刀藤 綺凛, Tōdō Kirin)
Voz de: Ari Ozawa
A ex Rank 1° da Seidokan Academy. Ela é uma menina tímida e quieta que atingiu o topo do ranking com 13 anos de idade e não tinha perdido para ninguém até Ayato a desafiar para uma segunda vez. Seu primeiro duelo aconteceu porque Ayato parou o tio dela de a ficar batendo, assim ele a ordenou que o desafiaste para um duelo. Kirin era seu adversário e ela usou sua velocidade relâmpago para derrotá-lo. Ela parece estar sob a influência de seu tio, mas sua amizade com Ayato permite a ela se libertar e bravamente dizer a seu tio que ela quer decidir as coisas por si mesma a partir de agora. Kirin entrou na Festa Phoenix, a fim de limpar o nome do seu pai e libertá-lo da prisão. Ela não tem uma lux pessoal, mas carrega uma katana (Senbakiri) como uma arma que muitas vezes torna-a muito esplêndida em relação aos outros, como ela era a 1º lugar no rank apenas usando sua katana. Ela e Saya formam uma equipe para a Festa Phoenix, mas elas perdem para os bonecos de Allekant Ardi e Rimsi na semifinal. Após a partida final de Ayato, ela tenta disputar a atenção de Ayato, e com o peito estufado declara que faria onigiri (bolinhos de arroz) para ele todos os dias.
Lester MacPhail (レスター・マクフェイル, Resutā Makufeiru)
Voz de: Takanori Hoshino
Eishirō Yabuki (夜吹 英士郎, Yabuki Eishirō)
Voz de: Yūma Uchida
Kyōko Yatsuzaki (八津崎 匡子, Yatsuzaki Kyōko)
Voz de: Yūko Kaida
Ernest Fairclough (アーネスト・フェアクロフ, Ānesuto Feakurofu)
Voz de: Takahiro Sakurai
Ernesta Kühne (エルネスタ・キューネ, Erunesuta Kyūne)
Voz de: Chinatsu Akasaki
Camilla Pareto (カミラ・パレート, Kamira Parēto)
Voz de: Mutsumi Tamura
Fan Xinglu (范 星露, Fan Shinrū)
Voz de: Omi Minami
Dirk Eberwein (ディルク・エーベルヴァイン, Diruku Ēberuvain)
Voz de: Tomokazu Sugita
Irene Urzaiz (イレーネ・ウルサイス, Irēne Urusaisu)
Voz de: Yumi Uchiyama
Priscilla Urzaiz (プリシラ・ウルサイス, Purishira Urusaisu)
Voz de: Juri Nagatsuma
Sylvia Lyyneheym (シルヴィア・リューネハイム, Shiruvu~ia ryūnehaimu)
Voz de: Haruka Chisuga

## Média

### Animé

#### Episódios

##### 1ª temporada
| #  | Título                                                            | Exibição original      |
| -- | ----------------------------------------------------------------- | ---------------------- |
| 1  | "Bruxa das Chamas Resplandecentes" "Kaen no majo (華焔の魔女)"    | 3 de outubro de 2015   |
| 2  | "Ser Veresta" "Seru = beresuta (セル=ベレスタ)"                   | 10 de outubro de 2015  |
| 3  | "Um Passeio a Dois" "Futari no kyūjitsu (二人の休日②)"            | 17 de outubro de 2015  |
| 4  | "Libertado" "Tokihanata reshi mono (解き放たれし者)"              | 24 de outubro de 2015  |
| 5  | "Espada Relâmpago" "Shippūjinrai (疾風刃雷)"                      | 31 de outubro de 2015  |
| 6  | "A Verdadeira Face da Garota" "Sugao no shōjo (素顔の少女)"       | 7 de novembro de 2015  |
| 7  | "Decisões e Duelos" "Ketsui to kettō (決意と決闘)"                | 14 de novembro de 2015 |
| 8  | "Um Passeio a Dois, Parte 2" "Futari no Kyūjitsu ② (二人の休日②)" | 21 de novembro de 2015 |
| 9  | "A Festa Phoenix" "Hōō Hoshi Takeshi-sai (鳳凰星武祭)"            | 28 de novembro de 2015 |
| 10 | "A Princesa Vampira Tirana" "Vanpaia no Bōryoku Hime (吸血暴姫)"  | 5 de dezembro de 2015  |
| 11 | "O Poder e o Seu Preço" "Chikara to Daishō (力と代償)"            | 12 de dezembro de 2015 |
| 12 | "O Gravi-Sheath" "Guravishīzu (グラヴィシーズ)"                   | 19 de dezembro de 2015 |

##### 2ª temporada
| #  | Título                                                                   | Exibição original   |
| -- | ------------------------------------------------------------------------ | ------------------- |
| 13 | "Profecias Divinas" "Banyū Tenra (有天羅万)"                             | 2 de abril de 2016  |
| 14 | "Regente Corrupto" "Akuratsu no Ō (悪辣の王)"                            | 9 de abril de 2016  |
| 15 | "Quebrando A Barreira Das Memórias" "Tsuioku Tōha (追憶闘破)"            | 16 de abril de 2016 |
| 16 | "Nunca Se Renda" "Yuzurenu Omoi (譲れぬ想い)"                            | 23 de abril de 2016 |
| 17 | "As Cordas De Marionete Do Tirano" "Akuratsu no Kuri-ito (悪辣の繰り糸)" | 30 de abril de 2016 |
| 18 | "Arrancada" "Honsō (奔走)"                                               | 7 de maio de 2016   |
| 19 | "Canção De Batalha" "Senritsu (戦律)"                                    | 14 de maio de 2016  |
| 20 | "O Confronto Da Festa Phoenix" "Fenikusu Kessen (覇凰決戦)"              | 21 de maio de 2016  |
| 21 | "Alcançando A Vitória" "Kecchaku (決着)"                                 | 28 de maio de 2016  |
| 22 | "Liseltania" "Rīzerutania (リーゼルタニア)"                              | 4 de junho de 2016  |
| 23 | "A Strega Solitária" "Kodoku no Majo (孤毒の魔女)"                       | 11 de junho de 2016 |
| 24 | "Reunião" "Saikai (再会)"                                                | 18 de junho de 2016 |

### Jogo eletrónico
A Bandai Namco Games desenvolveu um jogo de simulador de vida para PlayStation Vita, intitulado Gakusen toshi Asterisk: hōka kenran (学戦都市アスタリスク 鳳華絢爛, Gakusen toshi Asutarisuku hōka kenran), que foi lançado em 28 de janeiro de 2016.